# 2020年東京オリンピックのペルー選手団
2020年東京オリンピックのペルー選手団は、2021年7月23日から8月8日にかけて日本の首都東京で開催された2020年東京オリンピックのペルー選手団、およびその競技結果。

## 種目別選手

### 自転車
- ロイネル・ナバロ[1]
  - 男子個人ロード

### 射撃
- マルコ・カリージョ（英語版）[2]
  - 男子個人10mエアピストル
  - 男子個人25mラピッドファイアピストル
- アレサンドロ・デ・ソウサ（英語版）[2]
  - 男子個人トラップ
- ニコラス・パチェコ（英語版）[2]
  - 男子個人スキート